# Chansons pour les pieds
Albums de Jean-Jacques Goldman
L'Intégrale 90/00
(2000) Un tour ensemble
(2003)
Singles
1. Ensemble
Sortie : 2001
2. Tournent les violons
Sortie : novembre 2001
3. Les Choses
Sortie : 2002
4. Je voudrais vous revoir
Sortie : 2002
5. Si je t'avais pas
Sortie : 2003

Chansons pour les pieds est le septième et dernier album studio de Jean-Jacques Goldman sorti le 20 novembre 2001. Toutes les chansons ont été écrites par Jean-Jacques Goldman lui-même. L'album a remporté un succès phénoménal dans les pays francophones européens. Comme le montre le titre, l'album a pour but de faire danser les gens et de représenter un style de musique par chanson (canon, gigue, technoriental, slow, tarentelle, R&B, ballade, disco, rock, zouk, swing de fanfare, pop).
Parmi les titres les plus connus, on retrouve Et l'on n'y peut rien, Tournent les violons, Ensemble, Les choses ou encore Je voudrais vous revoir.
L'album est illustré par Zep.

## Historique
L'enregistrement de l'album se déroule entre janvier et septembre 2001. Pour la réalisation de l'album, Jean-Jacques Goldman refait appel à son collaborateur Erick Benzi pour co-produire ensemble. Une grande partie de l'album est enregistré chez Jean-Jacques et dans le studio d'Erick, le Bateau-Lune à Sceaux. Tous deux se partagent une grande partie des instruments, Erick se chargeant des programmations et Jean-Jacques des guitares et claviers.
Une fois cette phase de travail réalisé, Jean-Jacques fait appel à divers musiciens et collaborateurs pour de nombreuses séances d'ajouts instrumentales. Parmi eux figurent les guitaristes Gildas Arzel et Patrice Tison, le musicien Bruno Le Rouzic à la fûte et la cornemuse ou encore Michael Jones,. La chanteuse Carole Fredericks qui faisait partie du trio avec Goldman et Jones dans les années 1990 décède en juin 2001 et ne prend pas part à l'enregistrement.
Durant l'été, Jean-Jacques consacre plusieurs séances supplémentaires spécifiques à certaines chansons. Il y a d'abord la session organisée à l'Ecole de Musique de Lorient avec le Bagad Bro Kemperle dirigée par Bruno Le Rouzic pour l'enregistrement de l'accompagnement musical traditionnel breton (inspirée par l'interprétation de Green Lands de Dan Ar Braz popularisée en 1994 avec l'Héritage des Celtes) sur la fin de la chanson Je voudrais vous revoir.
Une autre session importante consacrée à une chanson est celle consacrée à la chanson Ensemble qui a lieu à Alès. Un an auparavant, le festival des Fous chantants d'Alès qui rassemble au cœur de l'été un millier de choristes amateurs venus de toute la France, de Belgique, de Suisse, etc. passionnés par le chant choral ont rendu hommage à Jean-Jacques Goldman. Emu, celui-ci les remercie et promet de revenir l'année suivante avec une chanson qui décrit ce moment-là intitulée Ensemble. Le soir du samedi 4 août, Jean-Jacques Goldman monte sur scène à Alès avec la chorale des Fous chantants pour interprêter Ensemble devant le public. Pourtant, la chorale est enregistrée quelques jours plus tôt le 27 Juillet 2001 au théâtre du Cratère à Alès, dont figurent parmi les choristes Michael Jones, Gildas Arzel, Maxime Le Forestier et Gérald de Palmas.
Les autres sessions supplémentaires seront ceux de la section cuivre sur Un goût sur tes lèvres et la fanfare "Nègre" de Champigny sur Les p'tits chapeaux toutes deux dirigées par le saxophoniste Christophe Nègre enregistrées au studio Bateau-Lune. Enfin, les arrangements des cordes dirigées par Yvan Cassar sont enregistrés au Studio Mega à Suresnes.

## Fiche technique

### Pistes
| 1.    | Ensemble (canon vocal)                                    | 3:59 |
| 2.    | Et l'on n'y peut rien (gigue)                             | 3:38 |
| 3.    | Une poussière (électro orientalisant)                     | 5:33 |
| 4.    | La pluie (slow)                                           | 6:12 |
| 5.    | Tournent les violons (tarentelle)                         | 6:52 |
| 6.    | Un goût sur tes lèvres (rhythm and blues)                 | 4:29 |
| 7.    | Si je t'avais pas (slow/ballade)                          | 4:50 |
| 8.    | C'est pas vrai (pop/rock tendance dance/disco)            | 4:56 |
| 9.    | The Quo's in Town Tonite (boogie-rock)                    | 5:14 |
| 10.   | Je voudrais vous revoir (ballade)                         | 5:12 |
| 11.   | Les p'tits chapeaux (jazz/swing)                          | 3:52 |
| 12.   | Les choses (pop)                                          | 5:25 |
| 13.   | La vie c'est mieux quand on est amoureux (chanson cachée) | 2:45 |
| 62:57 |                                                           |      |

## Vidéoclips (DVD)
1. Ensemble (Clip officiel) - 3:56
2. Tournent les violons (Clip officiel) - 4:53
3. Les choses (Clip officiel) - 4:12
4. Je voudrais vous revoir (Clip officiel) - 4:19
5. Si je t'avais pas (Clip officiel) - 4:18

### Crédits
Crédités, : 

#### Principaux
- Jean-Jacques Goldman : paroles, musique, arrangements, production, instruments, chants
- Erick Benzi : programmation, ingénieur du son, arrangements, production, instruments
- Yvan Cassar : arrangements cordes

#### Musiciens additionnels
- Les Fous Chantants d'Alès : chorale (dirigée par Jacky Locks) (Ensemble)
- Michael Jones : chœurs (Ensemble, The Quo's In Town Tonite), guitare(The Quo's In Town Tonite)
- Gildas Arzel : chœurs (Ensemble), oud (Une poussière), guitare (La pluie, The Quo's In Town Tonite, Je voudrais vous revoir, Les choses), guitare slide (Si je t'avais pas)
- Maxime Le Forestier, Gérald de Palmas (crédités seulement avec leurs prénoms) : chœurs (Ensemble)
- Bruno Le Rouzic : flûte (Ensemble, Et l'on n'y peut rien, Je voudrais vous revoir), cornemuse (Je voudrais vous revoir)
- Patrice Tison : guitare (Ensemble, Une poussière, Un goût sur tes lèvres, C'est pas vrai)
- Jean-Bernard Mondoloni ; Bodhrán (Et l'on n'y peut rien)
- Christian Lemaître : violon (Et l'on n'y peut rien, Les choses)
- Marc Chantereau : percussion (Une poussière, Un goût sur tes lèvres, Je voudrais vous revoir)
- Frédéric Paris : flûte (Tournent les violons)
- Carlo Rizzo : tambourin (Tournent les violons)
- Gilles Chabenat : vielle (Tournent les violons)
- François Breugnot : violon (Tournent les violons)
- Christophe Nègre : saxophone (Un goût sur tes lèvres), arrangements cuivres (Un goût sur tes lèvres, Les p'tits chapeaux)
- Michel Gaucher : saxophone (Un goût sur tes lèvres)
- Denis Leloup : trombone (Un goût sur tes lèvres)
- Christian Martinez : trompette (Un goût sur tes lèvres)
- Eric Mula : trompette (Un goût sur tes lèvres)
- Bagad Bro Kemperle : accompagnement musical (dirigé par Bruno Le Rouzic) (Je voudrais vous revoir)

## Classements
| Classement (2001)            | Meilleure position |
| ---------------------------- | ------------------ |
| Belgique (Wallonie Ultratop) | 1                  |
| France (SNEP)                | 1                  |
| Suisse (Schweizer Hitparade) | 2                  |

| Classement (2001)            | Meilleure position |
| ---------------------------- | ------------------ |
| Belgique (Wallonie Ultratop) | 21                 |
| France (SNEP)                | 2                  |

| Classement (2002)            | Meilleure position |
| ---------------------------- | ------------------ |
| Belgique (Wallonie Ultratop) | 13                 |
| France (SNEP)                | 9                  |

## Certifications
| Année | Ventes    | Certification |
| ----- | --------- | ------------- |
| 2001  | 600 000   | 2 × Platine   |
| 2002  | 1 000 000 | Diamant       |